# 石坂宗哲
石坂 宗哲（いしざか そうてつ）は、江戸時代の鍼医の名跡。特に指定しない場合は、(竽斎うさい)石坂宗哲を指すことがほとんどである。なお、江戸時代の出版物では「石阪宗哲」と「石坂宗哲」が混在するが、石坂が多い。また、明治あるいは昭和以降の出版と論文では石坂と記述される事がほとんどである。
1. 竽斎 石坂 宗哲(うさい いしざか そうてつ)（1770年（明和7年） - 1842年1月1日（天保12年11月20日））は、江戸幕府第11代将軍・徳川家斉の侍医を務め[1]、当時多数流派に分かれていた経穴（ツボ）を整理し、統合した。現代に繋がる針の基礎を作り、また、石坂流鍼術を創始した。名は永教、号は竽斎（医学史家、呉秀三は当初宗哲の号を竿斎とみなしていたが、後に竽斎と改正した、竽とは竹の笛で勉学中家が貧しかったので市中を巡り按摩をして生活の糧としたので家宝とし号を竽斎とした。
2. 石坂 宗哲(宗圭)は、竽斎石坂宗哲の娘婿で、初め宗圭を名乗った。
3. 石坂 宗哲(その他)は、石坂宗哲の名跡を名乗った人で、町田栄治の著書に存在に確認できる。

## 竽斎石坂宗哲
甲府の藤原家に生まれる。幼名は文和、永教、号は竽斎。後に石坂家が江戸の大火（後述）にあったせいか幼少の頃はほとんど記録がない。石坂家二代目、石坂宗鐵の長男が幼くして病弱となり後継ぎが出来ないので文和を養子にしたいと依頼する。文和は当時5歳ごろとおもわれる。養祖父石坂志米一、養父石坂宗鐵は共に杉山流鍼治導引稽古所（世界初の盲人教育機関）で鍼術、導引、按摩を学ぶ。文和も同所で鍼灸、導引、按摩を学ぶ、教科書は初等科では杉山流三部書（療治之大概集、選鍼山要集、医学節要集）中等科では中国古典鍼灸、内経、難経など、また鍼管法、杉山真伝流の表之巻を学ぶ。高等科では杉山流を他人に伝授する教育を受ける。杉山真伝流、目録之巻物一巻、真伝流中之巻、奥龍虎之巻を学び、終了時には門人神文帳が伝授される。1796年（寛政8年）12月22日、小普請医となり、鍼科と漢方科の教育機関の創設を命じられ金二十両を賜り甲府へ赴任し、翌1797年（寛政9年）6月、甲府医学所を興す。初年度に200人以上の生徒が全国から集まる。教育内容は西洋解剖学、生理学を含み現在の鍼灸教育の先鞭となる。また漢方医学科を設けられ校内に3000坪の薬園があった。
1799年（寛政11年）8月5日、妻の高子が没、1800年（寛政12年）に頭取の宇佐美道茂が病で急死。同年5月15日、任務を果たして甲府より江戸に戻る。なお甲府医学所は明治元年まで東洋医学の教育と治療を行った。1802年（享和2年）11月22日、寄合医師に進み、禄百俵を給せらる（この時、御目見以上の身分になったものと推定される）。なお1803年（享和3年）に奥医師（鍼科）に進んだものと考えられ、1812年（文化9年）9月11日将軍徳川家斉に拝謁（その時家斉は、「私の祖父の命で一橋家から将軍職を絶やさないように沢山の子を持つように」と言付けられた、そして「そちの鍼を打つことで子宝を授かることが出来るか」と尋ねた。宗哲は「出来ます」と言う）。同年12月16日、法眼に叙せられ録二百俵を給せられる。
文政年間には、後述するようにフィリップ・フランツ・フォン・シーボルトと交流し解剖学を学ぶ、そのことから「シーボルトの弟子」と記載される例もある、またシーボルトに鍼を教えていたのは宗哲であり、そういう意味ではシーボルトの師匠(シーボルトおよび宗哲双方にその意志は無いが)というのがふさわしい。シーボルトが江戸参府をした時に宗哲と面会する、シーボルトは宗哲に、「私の腕に鍼を打ってくれるように」と頼む、宗哲は子の宗貞に鍼を打たせた。シーボルトは痛くもなく、炎症もおこらなかったので感心した。そしてシーボルトは「それでは貴方の腕を切って繋いで見せましょう」と冗談を言ったが、宗哲は愚弄されたと思った。なお、シーボルトが帰国する1829年10月（文政12年9月）の直前、「文政十二年三月廿一日の大火記録」によれば「類焼卸医師」の住所氏名に「石坂宗哲 同宗貞」とあり、火災に遭っているようである。シーボルト帰国後は、私塾,定理医学書屋、出版部
1804年（文化元年）には陽州園を設立して後進の指導に当たった。1841年、隠居。子の宗貞が先に没していたため、孫の宗元が継いだ。1842年1月1日（天保12年11月20日）死去、深川増林寺に葬られる。
石坂氏は元文年間より江戸幕府に仕えていたが、『寛政重修諸家譜』編纂時点では御家人身分であったため同書には掲載されていない。また、宗哲は世襲名で子孫も襲用しており、そのため伝記には混乱が見られるので注意を要する。

### 業績
石坂流鍼術の創始者で、多くの著書を遺した。1822年にはオランダ商館医「的由児里无吉」（Nikolaas Tullingh）と出会い『鍼灸知要一言』を与える。テルリンキは「初めて鍼術について聞きました。軽いことではありません。本国の医師に伝えて、行われることを願います。鍼の実技をぜひ行って下さい。今の機会を失うことを恐れます。この大略を聞かせてください」と頼んだ。よって『知要一言』を訳官、中山作三郎に渡す。訳官この書を彼に通訳し、長崎に持ち帰る。宗哲は東西の医学統合を試みて『栄衛中経図』を著した。同著は、パルヘイン（Johan Palfyn）著『人体解剖学書』の血管図を取り入れたものと見られる、これはシーボルトに頼んで借りたものである。また宗哲はシーボルトに神経図を貸してくれるように頼んだ。シーボルトは1826年（文政9年）3月15日江戸参府の際に神経図を宗哲に借与する。宗哲はまた、『鍼灸知要一言』『九鍼之図説大略』『灸法略説』『鍼灸広狭神俱集』『鍼灸説約』鍼灸図解』喜多村彦兵衛の『経絡図』および鍼治療道具一式『栄衛中経図』二組などを献上している。シーボルトは「先生にもらった鍼法は、翻訳、印刷して国中に広めて、人々の宝としたい。謹んであなたの大いなる宝を拝します。これをヨーロッパ中に伝えて鍼灸が優れた治療法であることを知らせます。実に仁の人の教えであり、利は薄いし、この書は義の海の指南であります」。シーボルトは1833年に著した"Niipon"（日本）において、石坂宗哲ともに鍼治療と治療道具一式を2ページにわたって紹介しているほか、帰国後に『鍼灸略説』を翻訳したと思われる論文を学会に発表している。海を渡った宗哲の著作物には"Sotcts"とラテン語表記されていた。なお、シーボルトに献じた鍼は、浅草の神戸源蔵（かんべげんぞう、代々世襲名初代）のものであり、銀鍼一番から九番、銀製九鍼、この神戸源蔵の鍼は詳細に模写された論文が公開された。シーボルトは宗哲にお礼として阿片少々、ランセット2本、流金留め針をおくる。石坂宗哲が献じた針および書籍のヨーロッパにおける研究はほとんど進んでいないが、チャールズ・ガブリエル・プラパーズとアレキサンダー・ウッドによって注射器が発明されたのは、1853年である。
シーボルト以前にオランダ人医師のウィルレム・テン・ライネは1674年に将軍家綱の病気治療に来日、ヨーロッパに日本の植物、鍼灸を紹介する。
宗哲の業績は石坂流鍼術の理論と技術を完成させたことにある。彼の理論によると、気血の鬱滞により様々な病気となる、その気血の主流である衝脈、（衝脈は血の海、十二経の海、彼は下降大動脈を大衝脈と呼び衝脈と断定した）また陰経の主流任脈と陽経の主流督脈を開通する技術を開発した。衝脈が気と血液の循環を総括、調和を司るとした。しかし衝脈は身体の中心軸にあり直接鍼を行えないので、背部督脈、華佗侠脊、膀胱経、腹部任脈、腎経を利用することで衝脈を開通すると言う。
衝脈は循環器系、呼吸器系、中焦を司り、督脈は脳神経系、上焦を司り、任脈は消化器系、生殖器系、下焦を司ると言う。
その技術として石坂流三刺を開発する。それらは、誘導刺、連環刺、尖地刺である。
誘導刺は督脈、華佗夾脊、膀胱経、任脈、腎経に散鍼を行う技術。
連環刺は身体の部分で円環状の部分に三日月形に散鍼を行う技術。
尖地刺は水平刺で肩甲骨内側刺鍼などに利用する。
いずれの技術も気の流れを利用した技術であり、武道の合気術と同様の動きである（医武同源）。
宗栄衛三気弁、栄衛中経図などにより、宗脈を神経、栄脈を動脈、衛脈を静脈、中経を門脈と解釈する。
宗哲は弟子に対して「お前たちは鍼で按摩をしているだけで、医者などという大それたものではない」と教えた。
また「鍼は臍下丹田を使って行い、宇宙の気と繋がって、体全体を波のように前後に揺らして行なう」と言った。
弟子に対して「師の姿を遠くから見て、体全体の動きを観察するように」と言った。
また「押手は、鍼を打ったあと皮膚を拇指と示指で摘み上げて時計回りに回転させる、刺手は鍼を持ち手の重みでゆっくりと下してゆく。これによりどんな硬結にもすんなりと鍼は入ってゆく」と言っった。

### 住居
住居は、江戸の日本橋濱町山伏井戸(明治期に両国に統合された後に、現在日本橋浜町)である。1776年から同じ山伏井戸に杉田玄白が住んでおり至近距離である。また、安政六年の地図には、石坂宗哲家（この時の名義は子・石坂宗貞）の西4軒隣に杉田玄丹と記載がある。杉田玄白は、1817年に江戸で亡くなっているが、終生この地に住んでいたとすれば宗哲35歳の頃までわずか数軒隣に杉田玄白が住居し、塾を開いていた事となる。この山伏井戸は至近距離の薬研堀と共に医者町を形成しており、娘婿の石坂宗桂宅は東北10軒隣に住んでおり、薬研堀の目前である。また、石坂宗桂宅2軒隣の水谷玄丹は一橋家侍医であり、また、宗哲家の道を挟んで3軒となりが一橋家下屋敷である。他にも至近距離に順天堂病院を創立する事となる佐藤泰然、シーボルト門下の竹内玄洞、奥医師多紀法印家、半井策庵、土生玄碩の子である土生玄昌家など当代随一の医者が集中しており、付近で医学会の情報ネットワークを形成していた。

### 人間関係

#### 家族
- 石坂志米一（石坂宗権、源与一）石坂家初代－竽斎宗哲の養祖父。越後の国小千谷の上杉家の家臣の家に生まれる。幼少のときに盲目となる。小千谷の当道座で按摩を学ぶ、後に江戸に行き杉山流鍼治導引稽古所で鍼灸を学ぶ。志米一は杉坂かの一に師事する、かの一は島崎とえ一に師事、とえ一は三島やす一に師事、やす一は杉山和一に師事する。徳川吉宗の時代の鍼医で検校（91番目）の地位（1733年）にまで昇った。1736年に西城の鍼科20口、西の丸、大奥の奥方、側室の治療にあたる。同年4月に将軍徳川吉宗に拝謁、日本橋四丁目に住む。延享2年（1745年）7月2日死去。戒名を寿仙院前石坂検校実翁宗権居士。杉山和一の十大弟子の一人。米山（男谷）銀一（米山検校、勝海舟の曽祖父）は志米一の弟子。
- 石坂宗鐵－竽斎宗哲の養父（石坂家二代目）。1775年（安永4年）8月26日没、妻、喜春（－1794）
- 石坂宗貞－宗鐵の実子長年病弱であった、1780年（安永9年）7月13日没、戒名を園仁院高絋智月居士
- 石坂喜春－宗鐵妻
- 石坂高子－竽斎宗哲妻。1799年（寛政11年）8月5日死去
- 石坂宗貞－竽斎宗哲の子。1842年没。鍼灸説約（1811年）の冒頭に校正として「男 道常宗貞」と記載がある。なお、一部鍼灸説約の印字が悪く宗員と読めるものもあるようだ。江戸時代に出版された地図には宗哲の住んでいた住居と同じ位置に宗貞とある事から住居相続しており、当初後継者と考えられていた可能性が高いが病死した。1843年（天保14年）7月4日西城の奥医、奥奉公（これは手続上のみで1842年に没している）
- 石坂宗得（－1815）
- 石坂宗元（四代）－1843年西城の奥医となる。
- 石坂宗圭－道弘、道宏、楽園、竽斎宗哲の娘婿。後に、宗哲を襲名した。宗哲の著書『医源』の序文を書く。日本医師会 昭和8年5月例会に島田筑波が竿斎宗哲の没年を特定し報告[9]するまでは竿斎宗哲と混同されていた。1863年（文久3年）2月15日没
- 石坂宗秀、復斎、岡宗益（宗圭妻）1843年（天保14年）12月3日没
- 石坂周造 宗順（1832-1903）－石坂宗哲（おそらく宗圭）の養子。ただし、晩年に山伏井戸の実家で出産された逸話を語っており、娘婿の立場である宗圭の望まれぬ非嫡出子として生まれ一旦外に養子に出された逸話を語っている事から、宗圭の後継者病死の後に戻された実子（戻り養子）である可能性が高い。妻はけい（山岡鉄舟の妻の妹）侍医の家に生まれ、石坂宗順を名乗り石坂塾に学ぶも、尊皇攘夷の意志を強く持ち、幕閣を斬るビラを配っていた所、幕府に捕縛される寸前に乳母から知らせを受けて出奔した。清河八郎の同志で、清河が幕府に殺されると、死体から清河の首を打ち取る振りをして首を取り戻し弔った。山岡鉄舟の義弟になり幕末に倒幕で活躍しようとしたが、ここで捕縛され切腹は逃れたものの牢に入れられ活躍できずにいた。同輩の士が維新の功績で知事などに栄達する中で維新後は実業家に進み、後に明治期に石油産業の祖として活躍した。日本の石油の父などと称されたが、やはり鍼医としては継がずに石坂流鍼灸術が途絶える遠因となった。豪快破天荒な性格で、時に山師などと呼ばれ、繊細で緻密な鍼医にはもともとから性格的に向かなかったと見られる。
- 石坂宗寿－中山宗淑の妻
- 石坂宗壁－宗貞の妻、1853年（嘉永6年）4月3日没
- 石坂宗元（五代目）－1862年（文久2年）8月28日没
- 石坂宗貞（六代目）－（－1855）
- 石坂宗文（七代目）－宗信、1843年（天保14年）生まれ、1868年（明治元年）5月15日没
- 石坂宗哲（八代目）－義宗、1891年（明治24年）4月15日没
- 石坂晧（九代目）－（－1958）
- 石坂一夫（十代目）－（1936－）
- その他 - 石坂宗哲の書状などに孫を失った記載があり。はっきりしないが病死した子孫がいく人かいたようである[10]。後継者に不幸が続き、後継に不安を持ち万が一の時には石坂流を頼むという趣旨の手紙が宗哲弟子の中山宗淑の子孫、町田家に残されているという。

#### 門下
- 中山宗淑 - 石坂宗哲の「第一門人」[11]と記載される事もある鍼医、妻の宗寿は水戸藩の侍医。江戸の本家石坂流が途絶えたとされる事が多い。本家は明治政府の医療法改正により医師のみが鍼を行うことが出来るようになりを廃業して、按摩とニンニク灸を行う。現在石坂流を伝えるのはこの家系である町田家とされる事が多い。宗淑の子が、中山浅之進、その子が中山けざし、その夫が町田繫吉（－1931）、その子が、町田吉雄（1915－）、町田栄治（1922－）。
- 田中信行 - 鍼灸説約のあとがきに見える門人。あとがきには「門人 江左里正 田中信行識」とあり、当時としては貴重な約2ページに及ぶあとがきを任されている事から、かなりの高弟と思われるがはっきりしない。鍼灸説約のあとがきの記述日時は「文化壬申（9年）夏五月」で、東都書舗版、蜜月堂版共に記載がある。
- 斎藤宗甫 - 鍼灸説約の校正を石坂宗貞と共に行った甲斐の門人。
- 川俣文哲
- 土橋宗魯
- 土橋保輔
- 乙黒宗魯
- 岩下宗魯
- 吉田秀哲
- 中山浅之進

#### 交友および関係者
- 杉本良仲 - 鍼医。鍼灸説約の序文に「極鍼経」と絶賛する文を寄せている。掲載時の署名は「侍醫法眼杉本良仲誌」と捺印されており、当時を代表する人物だったと推測される。東都書舗版、蜜月堂版共に記載がある。
- 它山 唐公愷 - 知要一言の序文寄稿者。序文には宗哲を竽斎先生と記載し鍼に解剖の知識を活かした事や西乙福児篤（シーボルトの当て字）への言及があり諸国に鍼治療があるのを知らしめるとある。儒学者の堤它山の名が公愷であり、また、号として它山を使用していた[12]事から、堤它山の事と思われる。佐藤一斎の弟子で、佐久間象山から見て堤它山は兄弟子にあたり、また学問所では頼山陽などが同僚[13]である。漢方医川村寿庵、錦城（日本名山図絵を谷文晁と共に作成する）と親交があったと見られる。知要一言の序文に錦城翁の名前がありこれは川村寿庵錦城と思われる。1849年没。
- 川村寿庵 - 錦城、江戸の有名な漢方医、安藤昌益の弟子、川村快庵の婿養子となる。奇行で有名、治療は午前のみ、午後は笛を吹いて過ごした、楽器の収集を趣味とした、また山登りが好きで全国を巡り歩いた。彼はそれを口実として安藤昌益の思想を密かに伝道したものと思われる。彼は安藤昌益の『自然真営道』を密かに所有していた。また彼は江戸じゅうの漢方薬店に行き床を掃除するからといって、床に落ちていた漢方薬を集めてもらって帰り混ぜて「万病回春散」と銘打って売り大もうけした。『錦城先生経験方』『日本名山図譜』子は川村真斎（漢方医）
- 川村真斎 - 妻は土岐村元立の妻、琴の妹、滝沢宗伯の妻の叔母、『真斎先生傷寒論』『真斎漫筆』『進退小録』『老子解』『真斎聚方』『真斎方記』『良中子神医天真』『神医天真論』
- 滝沢馬琴 - 戯曲家、南総里見八犬伝その他、江戸の知識人の集まりの兎園会を主催。1825年（文政8年）正月から始まり毎月一回集まって見聞した珍談、奇談を披露しあった。参加者は、滝沢馬琴、山崎美成、屋代弘賢、荻生維則、西原好和、滝沢琴嶺、関思亮、大郷良則、桑山修理、亀屋久右衛門、清水正徳、中井豊民が正会員、各員として石坂宗哲参加する。
- 山崎美成 - 随筆家、雑学者、国学者、『兎園小説』の著者、堤た山の『駱駝孝』の序文を書く
- 滝沢宗伯 - 馬琴の子、妻は紀州藩三浦家の医師土岐村元立の三女、路
- 谷文晁 - 画家、日本名山図絵
- 平田篤胤 - 思想家、言霊学者、医師、蘭学を吉田長淑に学び解剖に立ち会う、国学者、『仙境異聞』『医道大意』など著書多数、荷田春満、賀茂真淵、本居宣長と共に国学四大人の一人
- 屋代弘賢 - 幕府御家人（右筆）国学者、腰痛を宗哲に治癒してもらいその礼に雲棲子著の『鍼灸広狭神倶集』を寄贈する。塙保己一に国学を学んで『群書類従』の編纂に加わる。著書に『寛政重修諸家譜』『古今要覧稿』、柴野栗山、太田南北、谷文晁、らとも親交があった。
- 各務文献 - 整骨家、整骨新書の著者、木骨を製作し江戸医学館に大月玄沢を通じて献納する。宗哲は二分の一大の木骨を購入する。この木骨は宗哲の私塾で解剖学の教材とする。
- 大槻玄沢 - 蘭方医『重訂解体新書』『蘭学階梯』の著者、宗哲に蘭学を教授する。蘭学塾、芝蘭堂を開く。
- 土生玄碩 - 西洋眼科の始祖で宗哲と共にシーボルトにあっている[14]。後にシーボルト事件に連座し投獄。その息子の玄昌は同じ山伏井戸に住居があり近隣である。
- 溝部益有山 - 鍼灸説約蜜月堂版（オリエント出版2004年再収録）にあとがきを載せた人物で豊後(大分)の人と記載がある以外詳細不明である。記述年日は「文化壬申夏」で、田中信行に先行して記述してある。東都書舗版の鍼灸説約には記載がない。
- 中山作三郎 - 幕府大通詞（通訳の責任者）。文政7年にシーボルトと会える旨の書簡を宗哲とやりとりしている[15]。
- 美馬順三 - シーボルトに贈呈された宗哲の書（鍼灸知要一言）を、シーボルトからの依頼を受けてオランダ語に翻訳した[15]。
- 石井宗謙 - 美馬順三が文政8年に早世した後を受けて、宗哲の書をオランダ語に翻訳したと推定されている[15]。
- 男谷家 - 石坂志米一が男谷（米山）銀一（1703-1771、越後の長鳥村の生まれ）の師匠であり、恩人なので石坂家とは親戚のように付き合う。銀一の子供が男谷平蔵、孫が彦四郎、忠蔵、勝小吉、曾孫が勝海舟。
- 山岡鉄舟

宗哲が住んでいた山伏井戸には、かつて国学の四大人の一人と目された賀茂真淵が住を構えていたため、文化人も多く集まっていた。そのためか宗哲も文化人との交流が多く、日本医家列伝には風流の人と記載がある。また、蘭方医との知己も多く、シーボルト事件で連座した医者らの多くは知己であったと見られる。

#### 研究者
- 間中善雄－『石坂宗哲の時代背景』漢方の臨床、1962
- 藤原知－『石坂流鍼灸学の特徴とその成立社会的、時代的背景』医道の日本、1987
- 石原健－『石坂宗哲の医学について』日本医学史学会雑誌、1984
- 山本常夫－『石坂宗哲の鍼術について』医道の日本、1967
- 呉秀三－『徳川時代の有名な鍼医法眼石坂宗哲』実践医理学、1931、『シーボルト先生ーその生涯及び功績』平凡社、東洋文庫1967
- 長岡昭四郎－『シーボルトと石坂宗哲』医道の日本1994
- マチヤスウイグル－『シーボルトと石坂宗哲：江戸時代の国を超えた鍼灸子弟』北米東洋医学誌、2011富士川遊『日本医学史』
- 徳間佳信－『銀の杖：評伝米山検校をさがして』柏崎インサツ、2012
- 大浦慈観、長野仁－『皆伝入江流鍼術』六全社、2002
- Keven May-『Use of Ishizaka Hwato and other points for Sacral Pain』The International Veterinary Acupuncture Society,2006
- Mieko Mace-『The Medicine of the Ishizaka Sotetsu as Cultural Pattern of the Edo Period, Based on the Ei E Cyu Kei Zu、1825』
- Arlette Kouwenhoven-『Siebold and His Work』Hotei Publishing,Leiden,2000
- 久次米晃－『石坂流鍼術の十二条提要』『医源』宗栄衛三気弁』『扁鵲伝解消』『九鍼十二原抄説』『鍼灸茗話』『鍼灸知要一言』『内景備覧』の現代語訳、『石坂宗哲ノート』
- 町田吉雄－（1915－？）石坂流鍼術を祖父の中山宗蔵、叔父の佐藤彦一郎に学ぶ。『自分で出来るハリ健康法』『家庭で出来る鍼治療の実際』『石坂流の根本理念』
- 町田栄治－（1922－2013、2月）石坂流鍼術を祖父の中山宗蔵、叔父の佐藤彦一郎に学ぶ。『石坂流鍼術の世界』『日本鍼術に生きて』『石坂流鍼術の技法』『もぐら通信Vol.１、Vol.2』『町田栄治語録』『宇宙の蓋』『指先の遊園地で』『星の如く関節』
- 後藤光男－（1923－2010）1945年、広島で二次被爆をうける。1953年東京大学文学部西洋史学科卒業。1961年、東京高等鍼灸学校卒業、1964年。玄米堂後藤鍼灸院を開業。マクロビオティックと石坂流鍼術により白血病を克服する。マクロビオティックと石坂流鍼術による治療と指導に専心する。『鍼灸で病気を治す』1999『石坂流鍼術の特質』『石坂流鍼術の実際と私見』『鍼灸治療一例報告』
- 久保田直紀－（1950－）『一の定理：小説侍医法眼石坂宗哲』オンデマンド印刷,石坂流鍼術資料USBファイル、『石坂流鍼術の紹介』『石坂流鍼術の定石』『石坂宗哲：誤解された天才』『石坂流鍼術と酸アルカリ、陰陽食療による痛みの解消』北米東洋医学誌

## 石坂宗哲（宗圭）
竿斎石坂宗哲の娘婿で、石坂宗圭を名乗る。号は櫟園。後に、石坂宗哲を襲名し、宗哲の名前で『鍼灸茗話』（出版年不明）を出版しており、義父・竿斎宗哲の談話を書き残している。また、大政奉還後に徳川慶喜が水戸にて謹慎した際の随員名に石坂宗哲が見えるが、彼が宗哲を襲名した宗圭であると推定される。1918年（大正7年）10月21日に東京美術倶楽部で行われた徳川侯爵家の由来品入札（所蔵品売買）では、出品された雪舟の山水画に石坂宗哲添状が添付されており、その後の生活がしのばれる。

## 石坂宗哲（その他）
石坂宗哲の名を襲名したのは他にもおり、町田栄治の著書にわずかながら記載がある。ただし、明治の混乱期であり、石坂流の鍼術を継承する存在ではなかったようである。また、町田の著作以外に出てくることは無く、業績も確認出来ない。町田家は石坂家の遠縁である。

## 著作
- 石坂宗哲（竽斎）の著作

石坂宗哲の書籍は、多くが再版されている
。また、多くの研究も進んでいる。
| 01 | 補注十四経           | ほちゅうじゅうしけい                       | 1798    | 2004     |                                                                         |              |                                                                          |
| 02 | 奇病源由             | きびょうげんゆ                             | 1801    | 19921997 | 京都大学富士川文庫                                                      |              |                                                                          |
| 03 | 痘麻一生一発論       | とうまいっしょういっぱつろん               | 1801?   | 1997     | 京都大学富士川文庫                                                      |              |                                                                          |
| 04 | 吐乳論               | とにゅうろん                               | 1801?   | 1992     | 京都大学富士川文庫                                                      |              |                                                                          |
| 05 | 七二天癸至之説       | ひちにいてんはっしのせつ                   | 1806    |          |                                                                         |              |                                                                          |
| 06 | 宗栄衛三気弁         | そうえいえさんきべん                       | 1827    | 1997     | 京都大学富士川文庫                                                      |              |                                                                          |
| 07 | 鍼灸説約             | しんきゅうせつやく                         | 1811    | 1997     | シーボルト，京都大学富士川文庫、千葉大学、上海市中医文献館              |              | 江戸時代から東都書舗版と蜜月堂版があり、表紙、序文、後書きに微差がある。 |
| 08 | 鍼灸広狭神倶集       | しんきゅうこうきょうしんぐしゅう           | 1819    | 1997     | シーボルト、京都大学富士川文庫、千葉大学                                |              | 宗哲は校のみ?                                                            |
| 09 | 骨経(骨經)           | こっきょう                                 | 1826    |          | 京都大学富士川文庫                                                      |              |                                                                          |
| 10 | 鍼経原始             | しんけいげんし                             | 1820    | 2001     | 大同薬室文庫、森ノ宮医療学園                                            | 霊枢の解説書 |                                                                          |
| 11 | 鍼灸治要一言         | しんきゅうちよういちげん                   | 1822    | 1997     | シーボルト 九州大学、東京大学                                           |              |                                                                          |
| 12 | 医源                 | いげん                                     | 1826    |          | 内藤記念くすり博物館                                                    |              |                                                                          |
| 13 | 栄衛中経図           | えいえちゅうけいず                         | 1825    | 1977     | 名古屋大学博物館 ライデン大学 パリ国立図書館 千葉大学付属図書館亥鼻分館 |              | パリ国立図書館、ライデン大学の物はシーボルト経由                         |
| 14 | 灸古義               | きゅうごき                                 | 1826前? | 1997     |                                                                         |              |                                                                          |
| 15 | 石坂流鍼治十二条提要 | いしざかりゅうしんじじゅうにじょうていよう | 1826    | 1997     | 京都大学富士川文庫、千葉大学                                            |              |                                                                          |
| 16 | 扁鵲伝解             | へんじゃくでんかい                         | 1832    |          | 京都大学富士川文庫、千葉大学、東京大学                                  |              |                                                                          |
| 17 | 養生偏               | ようじょうへん                             | 1840    |          |                                                                         |              |                                                                          |
| 18 | 内景備覧             | ないけいびらん                             | 1840    | 1997     | 京都大学富士川文庫、早稲田大学、内藤記念くすり博物館                    |              |                                                                          |
| 19 | 九鍼十二原鈔説       | きゅうしんじゅうにげんしょうせつ           | ?       | 1997     |                                                                         |              |                                                                          |
| 20 | 人身総名             | じんしんそうめい                           | 1828    | 2004     |                                                                         |              |                                                                          |
| 21 | 古診脈説             | こしんみゃくせつ                           |         | 2004     | 京都大学富士川文庫                                                      |              |                                                                          |

- 石坂宗哲(宗圭)の著作
- 九鍼十二原抄説 きゅうしんじゅうにげんしょうせつ 1811 シーボルト
- 長沙方原文政元年
- 読史余論補
- 陽州園雑纂

|    | 書籍名   | よみ               | 発行年 | 再版 | 所蔵                         | 概要 | 備考 |
| -- | -------- | ------------------ | ------ | ---- | ---------------------------- | ---- | ---- |
| 02 | 鍼灸茗話 | しんきゅうみょうわ | 1826   | 1997 | 京都大学富士川文庫、千葉大学 |      |      |

- シーボルト所蔵品、広参説、薬名称呼、鍼灸図解、九鍼之説
- その他の宗哲の著作、人参巧 1797、早稲田大学、鍼灸証治要穴1818、医道1822、鍼術論1825、宗哲竿斎叢書斎叢書1825、灸古義1826、脈説手沢之内1840、人身総名、人参詩、十四経、灸法略説、広参説、薬名称呼、鍼灸図説、九鍼之説、宗栄衛弁、医道問答集、医学叢書、石坂宗哲医道、漢医往来、血管分布、鍼灸古儀、十四経歌、
竿斎先生答問書 カンサイ（ウサイ） センセイ トウモンショ 1997 臨床実践鍼灸流儀書集成. 第12冊
- 岡宗益 古鍼脈説、長沙方原、定理斎座右求苦乗用治験方府